# HD 51210
HD 51210，又名CP-59 716，SAO 234764、HR 2592，是一颗恒星，视星等为6.41，位于銀經269.31，銀緯-22.93，其B1900.0坐标为赤經6h 51m 17.3s，赤緯-59° -22.93′ 1″。